# Fray Bartolomé de las Casas
Fray Bartolomé de las Casas è un comune del Guatemala facente parte del dipartimento di Alta Verapaz.